# Fabryka męskości
Fabryka męskości – drugi album studyjny zespołu Lej Mi Pół wydany w październiku 2014 nakładem Odbyt Records.

## Lista utworów
| Nr  | Tytuł utworu                       | Słowa                               | Muzyka                             | Długość |
| --- | ---------------------------------- | ----------------------------------- | ---------------------------------- | ------- |
| 1.  | „Intro - Wejście”                  | Jarosław Maślanka, Marek Więckowski | Maślanka, Więckowski, Paweł Hetnał | 0:52    |
| 2.  | „To nie my!”                       | Maślanka, Więckowski                | Maślanka, Więckowski, Hetnał       | 2:11    |
| 3.  | „Bimber”                           | Maślanka, Więckowski                | Maślanka, Więckowski, Hetnał       | 2:33    |
| 4.  | „Must Be The Qtas”                 | Maślanka, Więckowski                | Maślanka, Więckowski, Hetnał       | 3:00    |
| 5.  | „Wolna Erekcja Babilon (Skit)”     | Maślanka, Więckowski                | Maślanka, Więckowski, Hetnał       | 2:08    |
| 6.  | „Rudy Cygan”                       | Maślanka, Więckowski                | Maślanka, Więckowski, Hetnał       | 1:56    |
| 7.  | „Bundesliga”                       | Maślanka, Więckowski                | Maślanka, Więckowski, Hetnał       | 3:02    |
| 8.  | „Młodszy brat”                     | Maślanka, Więckowski                | Maślanka, Więckowski, Hetnał       | 2:07    |
| 9.  | „Odbyt”                            | Maślanka, Więckowski                | Maślanka, Więckowski, Hetnał       | 2:10    |
| 10. | „AUA”                              | Maślanka, Więckowski                | Maślanka, Więckowski, Hetnał       | 2:22    |
| 11. | „Po koncercie w Radomsku (Skit)”   | Maślanka, Więckowski                | Maślanka, Więckowski, Hetnał       | 1:22    |
| 12. | „Nie-Nie-Nie”                      | Maślanka, Więckowski                | Maślanka, Więckowski, Hetnał       | 1:57    |
| 13. | „Indeks (Skit)”                    | Maślanka, Więckowski                | Maślanka, Więckowski, Hetnał       | 0:41    |
| 14. | „Polibuda”                         | Maślanka, Więckowski                | Maślanka, Więckowski, Hetnał       | 2:56    |
| 15. | „Cycki na ścianie”                 | Maślanka, Więckowski                | Maślanka, Więckowski, Hetnał       | 1:56    |
| 16. | „Fabryka”                          | Maślanka, Więckowski                | Maślanka, Więckowski, Hetnał       | 2:03    |
| 17. | „Odbyt Records (Skit)”             | Maślanka, Więckowski                | Maślanka, Więckowski, Hetnał       | 1:03    |
| 18. | „Ojciec z Dominikany”              | Maślanka, Więckowski                | Maślanka, Więckowski, Hetnał       | 1:51    |
| 19. | „Kręcina”                          | Maślanka, Więckowski                | Maślanka, Więckowski, Hetnał       | 0:53    |
| 20. | „Pędzel”                           | Maślanka, Więckowski                | Maślanka, Więckowski, Hetnał       | 3:24    |
| 21. | „Tabletka samogwałtu”              | Maślanka, Więckowski                | Maślanka, Więckowski, Hetnał       | 1:36    |
| 22. | „Dakann i kierownik (Skit)”        | Maślanka, Więckowski                | Maślanka, Więckowski, Hetnał       | 0:37    |
| 23. | „Internetowy Hejter - Czarne Owce” | Maślanka, Więckowski                | Maślanka, Więckowski, Hetnał       | 4:41    |
| 24. | „Inż. Pedał”                       | Maślanka, Więckowski                | Maślanka, Więckowski, Hetnał       | 2:19    |
| 25. | „Outro - Wyjście”                  | Maślanka, Więckowski                | Maślanka, Więckowski, Hetnał       | 0:48    |
| 26. | „Koleżanka (bonus)”                | Maślanka                            | Maślanka                           | 1:03    |
| 27. | „Zrzucam cię w... (bonus)”         | Maślanka                            | Maślanka                           | 1:22    |
|     |                                    |                                     |                                    | 52:53   |

## Twórcy
Opracowano na podstawie materiału źródłowego.
| - Marian Bułka (Marek Więckowski) – gitara basowa, wokal - Jarosław Maślak (Jarosław Maślanka) – gitara elektryczna, gitara akustyczna, wokal prowadzący - Bzzyk Donosiwódkę (Paweł Hetnał) – perkusja |  | - Produkcja muzyczna, miksowanie, mastering, realizacja nagrań – Krzysztof "Leon" Lenard |